# Carne ovina

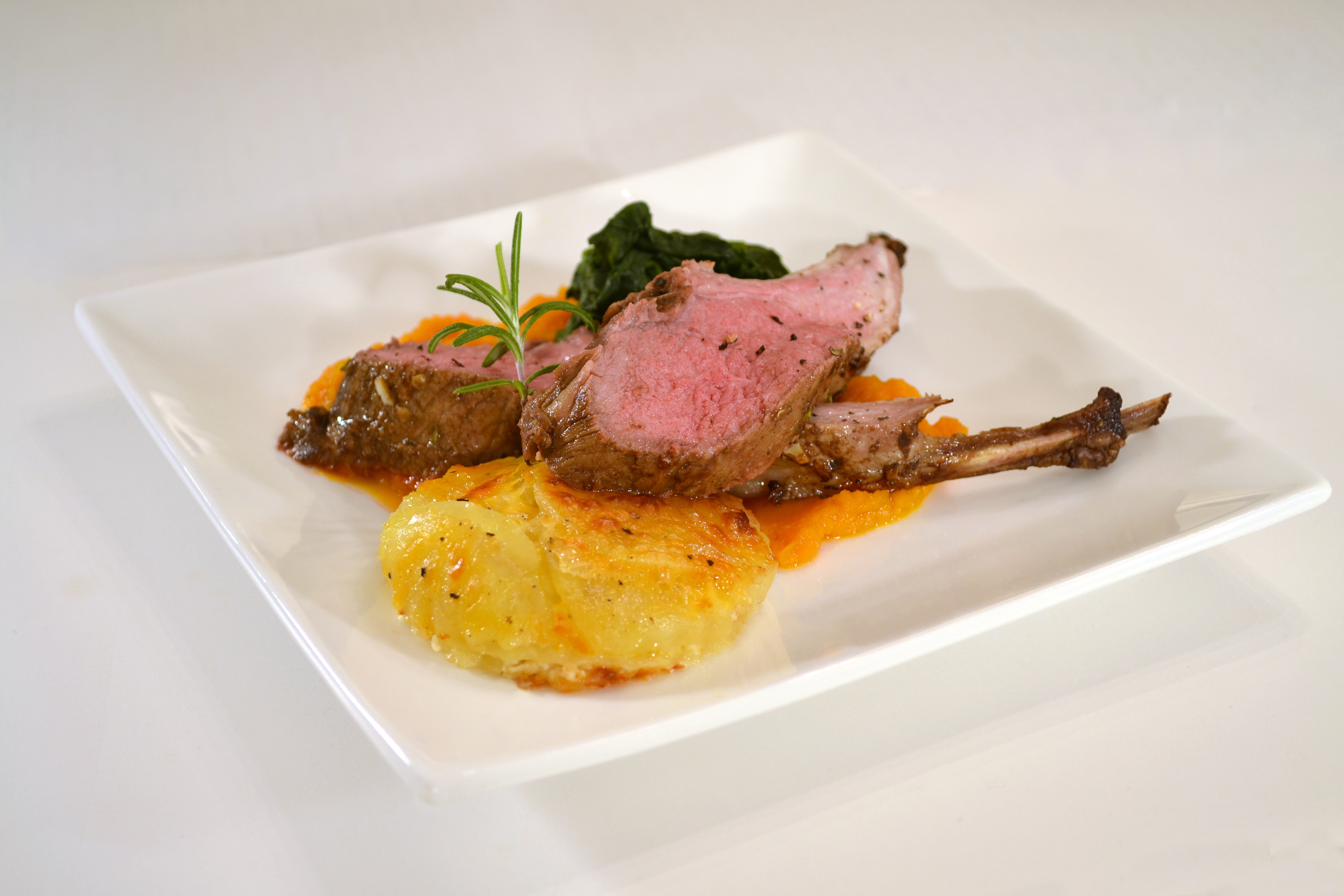
Costolette di agnello

La carne ovina è la carne ricavata dalla macellazione della pecora domestica. È chiamata anche carne di pecora, ma tale espressione si riferisce in modo più specifico alla carne di femmina adulta a fine carriera, mentre la carne ovina comprende anche quella di agnello da latte (abbacchio), agnellone e montone.

## Denominazioni
Il nome pecora (dal latino pecus, "bestiame di piccolo taglio", passato poi ad identificare un singolo animale) è riservato in senso stretto all'adulto femmina.
Le principali denominazioni sono:
- agnello,
il piccolo fino a un anno di età. Solo una parte degli agnelli viene destinata alla riproduzione, e questi ultimi vengono allevati principalmente per la carne, di colore bianco-rosato e ritenuta più tenera di quella degli esemplari adulti; si definiscono in particolare "agnelli da latte" gli animali che hanno un peso alla macellazione inferiore ai 15 kg, "agnelli leggeri" quelli che hanno un peso compreso fra i 15 e i 25 kg e agnelloni quelli che superano i 25 kg. L'"agnello bianco" o maturo è quello che viene macellato fra i 2-3 e i 5-6 mesi di vita dopo essere stato nutrito solo di erba, fatto che fornisce alla sua carne un sapore forte e aromatico.
- abbacchio
è il nome dato in molte zone dell'Italia centrale all'agnello da latte, cioè con poco più di un mese di vita.
- ariete o montone
indica invece il maschio, macellato dopo almeno un anno di vita (solitamente intorno ai due e mezzo);
- castrato
indica invece il maschio castrato a un mese di età, macellato di solito alla stessa età del montone, di cui comunque non raggiunge il peso, anche se può superare i 20 kg.

## Produzione e consumo

Dati relativi alla macellazione di pecore nel Commonwealth dell'Australia (valori in migliaia).

A livello mondiale, la produzione di carne ovina ha sfiorato nel 2010 le 13 milioni di tonnellate, con un tasso di crescita nel periodo 2005-2010 del 1,5 % annuo. I principali produttori sono la Cina, l'Unione europea e l'India
L'aumento della popolazione immigrata nei paesi industrializzati e la crisi del settore tessile hanno incentivato la produzione per l'esportazione di carni ovine, anche se in alcuni paesi come l'Italia l'allevamento di pecore rimane orientato principalmente alla produzione casearia. In zone come la Sardegna ad esempio la quota del reddito delle aziende rurali derivato dalla vendita carne rimane molto basso anche a causa delle importazioni da paesi come la Nuova Zelanda.
Il consumo di carne ovina varia infatti moltissimo all'interno della stessa Unione europea dove si passa dai 12 kg annui procapite della Grecia ai 2 kg procapite all'anno dell'Italia.
L'agnello è l'animale sacrificale per eccellenza nelle culture che si affacciano sul bacino del Mediterraneo ed è quindi consumato in molti paesi, è infatti tradizione diffusa in molte zone d'Italia mangiare carne d'agnello nel giorno di Pasqua.
Nonostante questo, la carne di montone non è usuale nella cucina tradizionale italiana, ma ha una grande presenza nella cucina etnica specialmente dei paesi di religione islamica, spesso servita insieme al cous cous.

## Caratteristiche

### Sapore
All'aumentare dell'età dell'animale, la carne tende a divenire sempre meno bianca, ma più gustosa, anche se alcune persone non ne apprezzano il sapore e l'odore "pungente". Come la carne di capra, la carne di pecora, se macellata giovane (soprattutto se carne di agnello) può essere più tenera e saporita di quella di manzo. Un fattore principale nel sapore sono l'alimentazione e il periodo di macellazione: per esempio il montone macellato alla fine del periodo estivo ha un contenuto in grassi maggiore e un sapore più forte

### Proprietà nutritive
La carne d'agnello è paragonabile dal punto di vista nutrizionale alle comuni carni bianche, mentre quella di pecora non differisce troppo da quella bovina adulta o di vitello. Essendo ben tollerata dall'organismo umano, è quindi consigliata come alternativa anche in casi di allergie alimentari.
La digeribilità dipende in genere dal contenuto in grassi, che è maggiore nelle carni più giovani, ma è spesso facilmente rimovibile.
La carne di agnello è un alimento ricco di proteine animali, circa 20 grammi ogni 100 di carne, con un altro tenore di aminoacidi essenziali. Sono presenti anche lipidi, principalmente trigliceridi, acidi grassi saturi, fosfolipidi e colesterolo, più presenti in tagli saporiti quali petto e cosciotto. Contiene infine ferro, fosforo e zinco, e come molte carni, le vitamine PP e B12.
L'abbacchio, pur essendo molto costoso, possiede un minor valore nutritivo rispetto alle carni degli ovini più adulti.

### Valori nutritivi
I valori indicati possono variare per tagli specifici. 
| Tipo di carne       | Proteine | Grassi | Carboidrati | Calorie | Vitamina A U.I. | Vitamina B1 mcg | Vitamina B2 mcg | Vitamina C mg | Calcio mg | Fosforo mg | Ferro mg |
| ------------------- | -------- | ------ | ----------- | ------- | --------------- | --------------- | --------------- | ------------- | --------- | ---------- | -------- |
| Pecora              | 13,63    | 33,5   | 0           | 361     | 0               | 140             | 190             | 0             | 9         | 157        | 1,9      |
| Castrato:Magra      | 17       | 6      | 0           | 124     | 0               | 160             | 220             | 0             | 10        | 191        | 2,2      |
| Castrato:Semigrassa | 16,75    | 17,75  | 0           | 230     | 0               | 140             | 190             | 0             | 9         | 174        | 1,9      |
| Castrato:Grassa     | 14,54    | 37,34  | 0           | 399     | 0               | 340             | 100             | 0             | 6         | 156        | 1,2      |
| Agnello             | 20,06    | 2,24   | 0           | 103     | 0               | 140             | 190             | 0             | 9         | 191        | 1,9      |

## Proprietà merceologiche

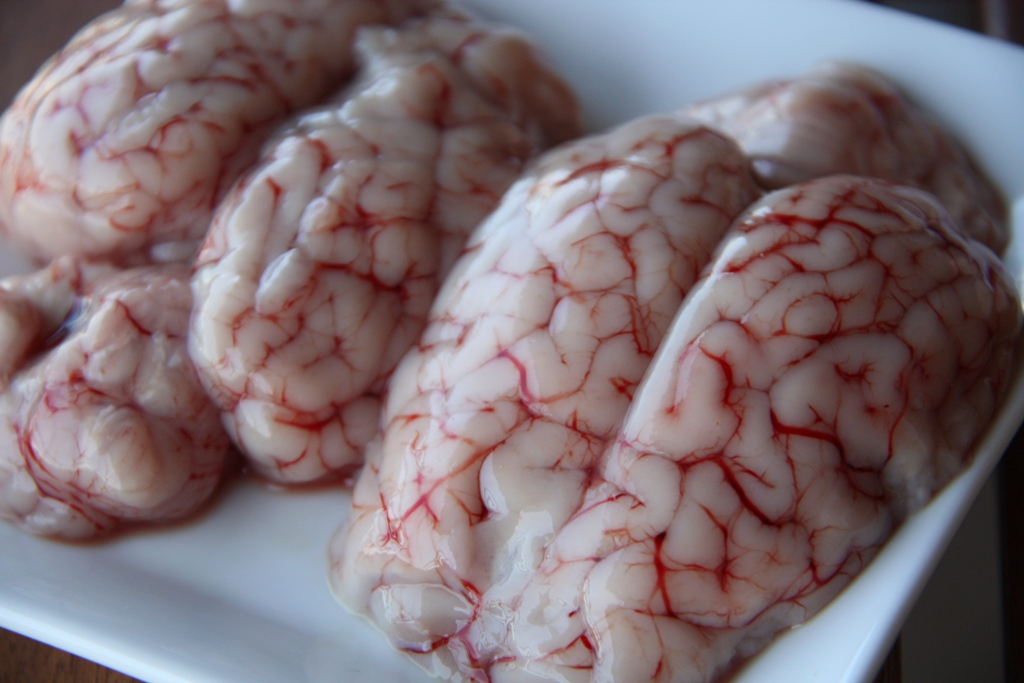
Cervelli di agnello

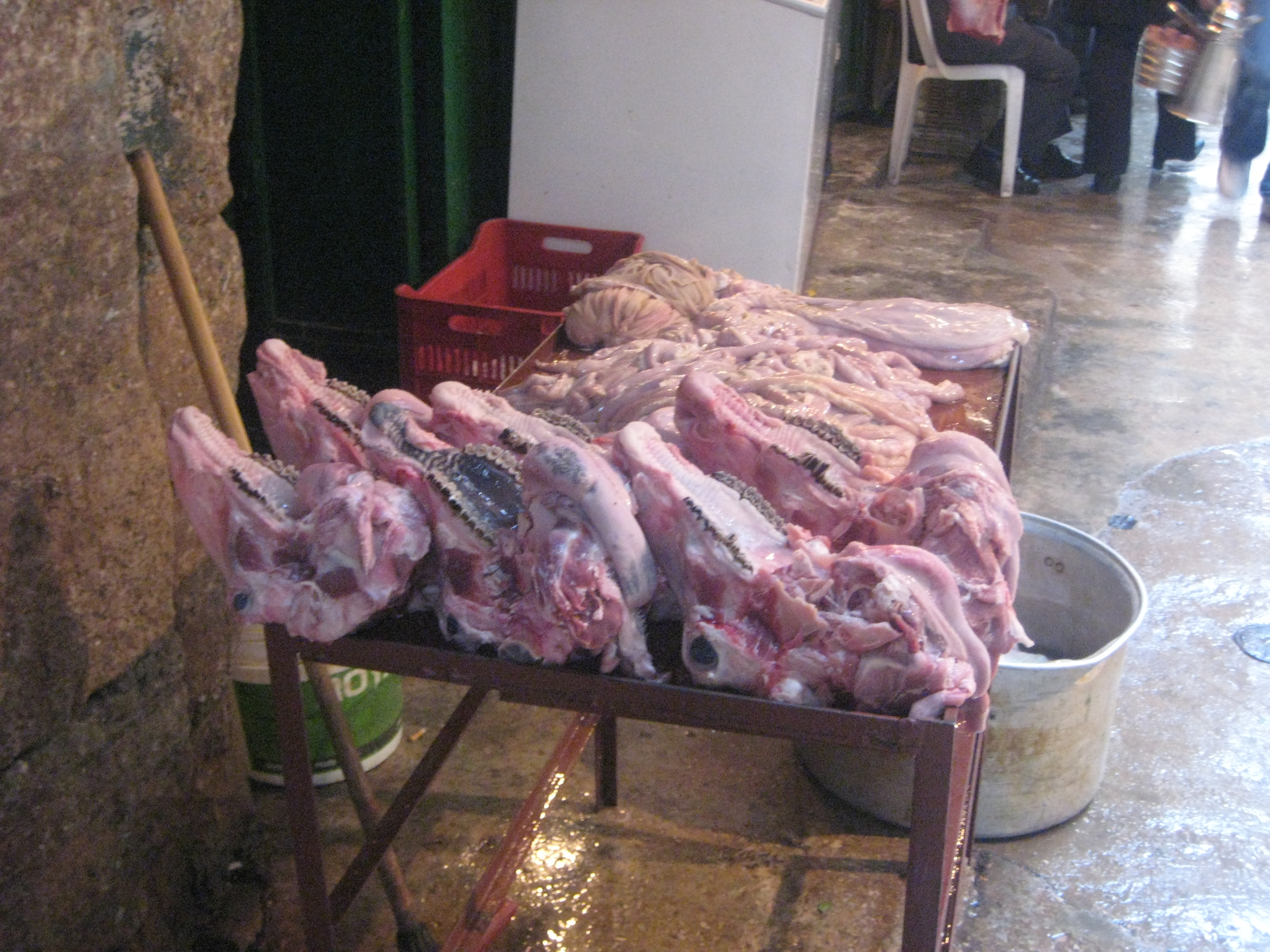
Teschi di pecora in vendita al mercato di Tripoli, in Libano

La carcassa dell'animale decapitato e privato degli zoccoli viene commercializzata come tale o svuotata del cuore e di organi molli quali polmoni, reni, fegato, cervello e intestini.
Dal punto di vista merceologico, gli animali possono essere acquistati al dettaglio o con tagli di circa la metà dell'animale, che prendono il nome di mezzene, ovvero la parte che si ottiene da una sezione longitudinale all'altezza della colonna vertebrale, oppure sella e busto, ovvero i tagli posteriore e anteriore ottenuti per sezione trasversale a livello dell'ottavo spazio intercostale.

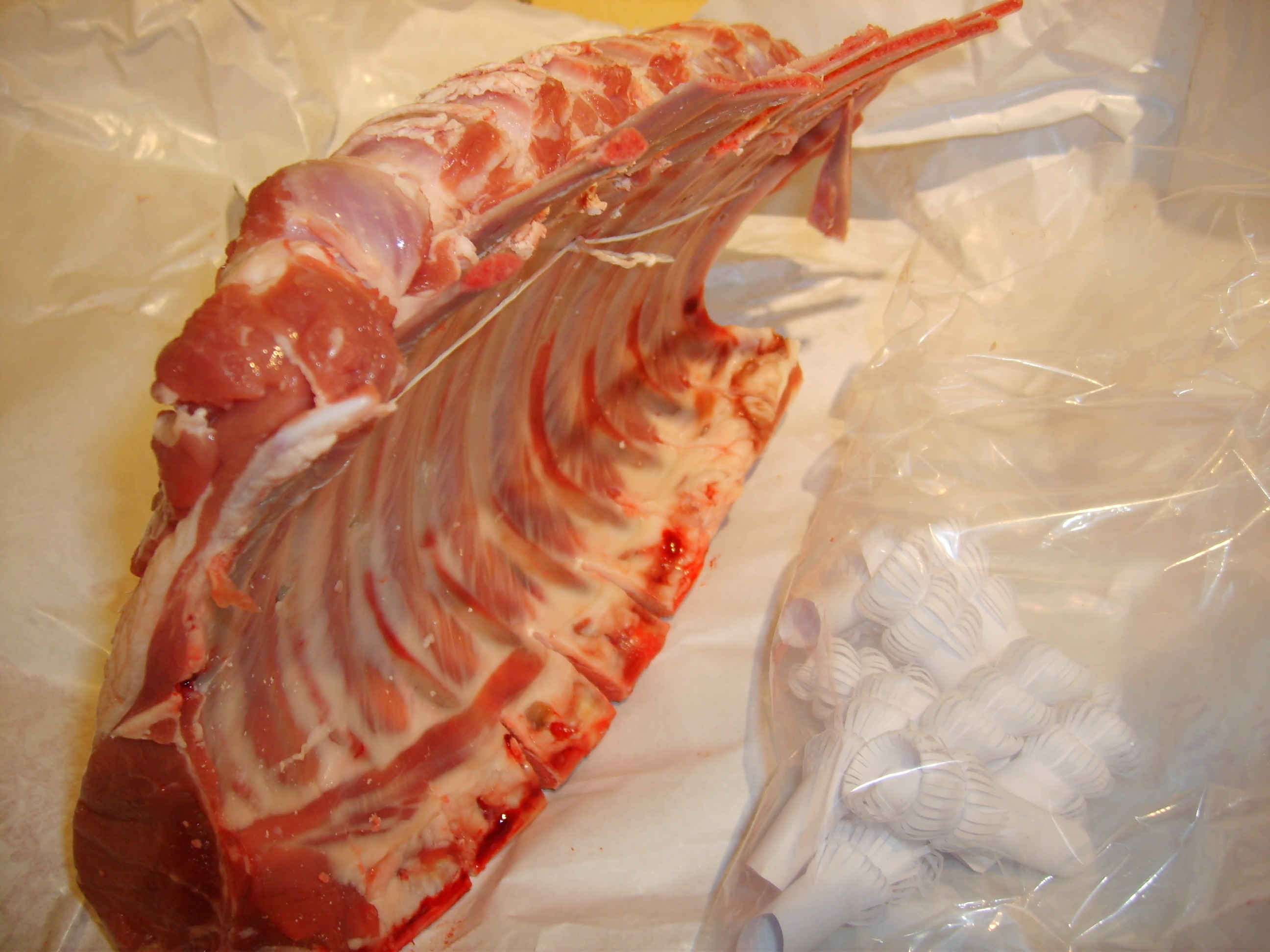
Costine di agnello

Le mezzene vengono eventualmente suddivise in quarti, da cui poi si ricavano i tagli più specifici, analoghi a quelli delle carni caprine, che sono:
- collo, che insieme con la spalla costituisce il quarto anteriore;
- petto, la parte più grassa dell'agnello;
- spalla, la porzione superiore dell'arto anteriore (più soda e gelatinosa del cosciotto);
- carré, il dorso o porzione anteriore dell'animale con le costole;
- costole o costine;
- filetto, ovvero la parte inferiore delle costole;
- sella, ovvero la continuazione del carré, i fianchi dell'animale, che va dalle ultime costolette del carrè fino alla coda o all'attaccatura del cosciotto;
- cosciotto, ovvero agli arti posteriori, uno dei tagli più magri;
- barone, un taglio che comprende la metà posteriore dell'animale (cosciotti e sella);

Le parti più pregiate sono considerate il carré (e quindi le costole), la sella, il cosciotto (e quindi il barone) e il filetto.
Sebbene ogni taglio abbia un metodo di cottura più adeguato, la cottura della carne ovina in generale richiede tempi medi o lunghi e viene usualmente servita calda.

## Specialità

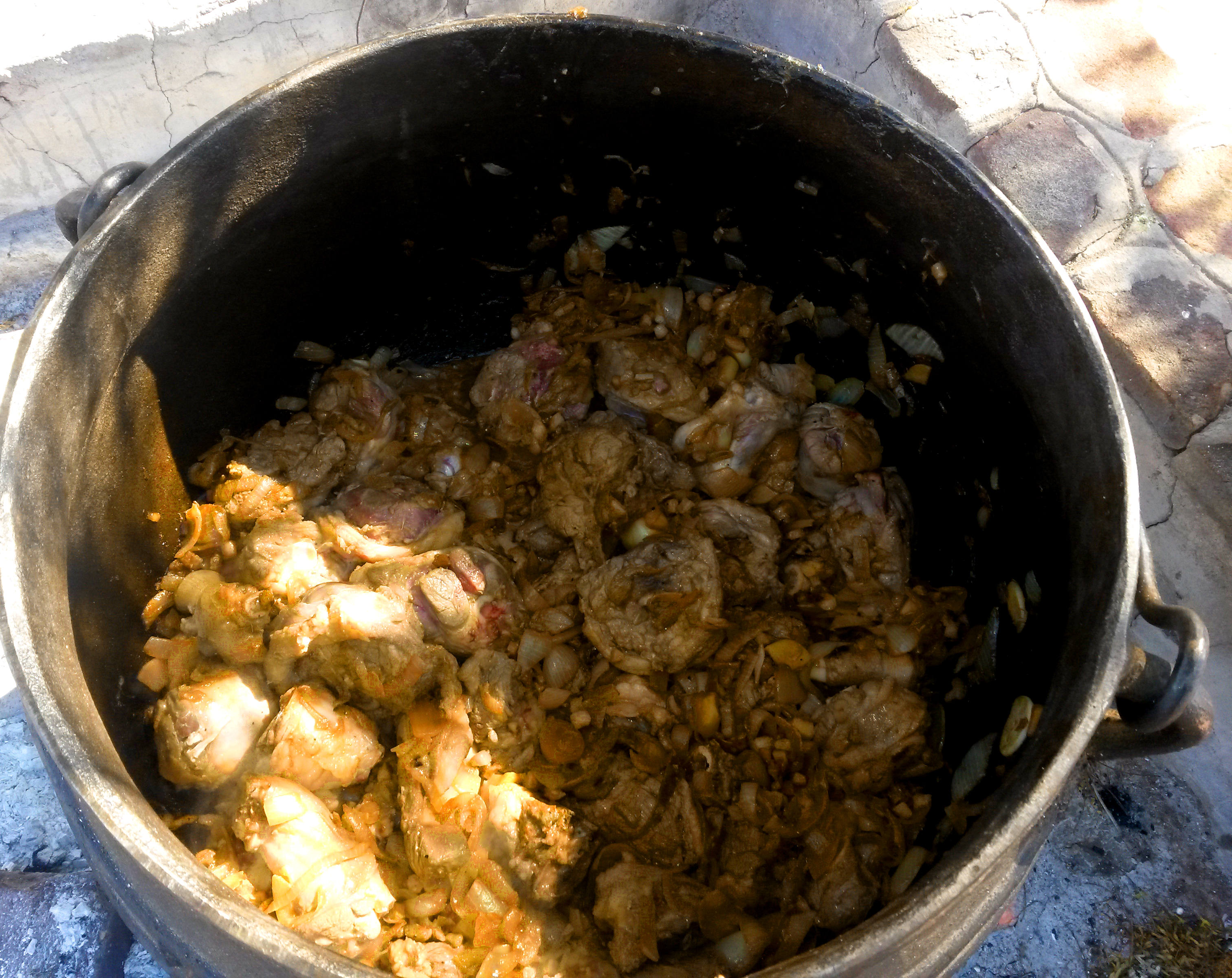
Stinco di agnello cotto a fuoco vivo nel Aroab, Namibia.

### Cottura a umido
La carne usata per stufati, lessi e brasati proviene generalmente dai tagli meno pregiati dell'animale, quali la pancia e il collo (talvolta la spalla), che contengono alte percentuali di tessuto adiposo e connettivo; essendo duri e gelatinosi, devono sottostare a lunghe cotture.

### Carré e Scottadito
Il carré, uno dei tagli più pregiati dell'agnello, viene spesso cotto arrosto intero o disossato, e servito a volte intero dato il suo effetto scenografico. Viene tuttavia spesso tagliato per ricavarne le costolette, che vengono passate a fuoco vivo sulla griglia e prendono il nome di "scottadito". Le costolette sono in genere tagliate abbastanza spesse per evitare che induriscano troppo durante la cottura.

### Arrosto
Le carni di agnello, come quelle di capretto, se cucinate arrosto, richiedono una temperatura di circa 200 °C ed un tempo di cottura proporzionale al loro peso, ossia all'incirca 40-50 minuti per kg di carne. Le carni di montone necessitano di temperature anche più elevate.
Solitamente in arrosto vengono preparato il cosciotto, marinato con vino o erbe aromatiche, o il petto, disossato.

### Prosciutto
Il prosciutto di pecora, ricavato dalle cosce, ha un peso variabile a fine stagionatura fra 1,5 e 2 kg ed un colore scuro. È tipico della Sardegna.

### Carne di pecora affumicata
È tipica della conca lamonese-sovramontina, in Veneto. Viene preparata a partire dalle carcasse (del peso morto di 28–35 kg), in particolare di agnello, agnellone o di castrato della razza autoctona di Lamon o di agnelloni derivati da incroci di quest'ultima con arieti di razza Bergamasca o Biellese. Per prepararla, la carcassa dell'animale viene frollata per due settimane, poi macellata con l'aggiunta di sale e pepe e dopo due giorni di riposo affumicata per circa sei ore in apposite stufe dove bruciano trucioli di faggio e foglie di ginepro. Viene servita come carpaccio.

### Ricette a base di carne di pecora o di capra
Alcune ricette prevedono la possibilità di usare tanto la carne di pecora che quella di capra, per esempio l'aneloto, una preparazione abruzzese di interiora di agnello o capretto, o la mucisca molisana, carne di pecora o capra salata essiccata al sole e condita con erbe aglio e peperoncino.